# Michael Poulsen
Michael Schøn Poulsen, född 1 april 1975 i Slagelse, Danmark, är sångare och gitarrist i danska metalbandet Volbeat och han har skrivit deras samtliga låtar. Han var även sångare och gitarrist i sitt tidigare band Dominus.

## Biografi
Poulsen föddes i Slagelse och växte upp i Ringsted tillsammans med sin tvillingsyster, sina två äldre systrar och sin mor Else och far Jørn. I 17-årsåldern flyttade han till Köpenhamn och startade bandet Dominus.
Dominus släppte fyra album mellan 1994 och 2000 men året efter tröttnade Poulsen på death metal och bandet splittrades. Han bytte musikstil till rock'n'roll och startade Volbeat som gjort succé i Europa. De har släppt 4 album sedan 2005 varav albumen Rock the Rebel / Metal the Devil och Guitar Gangsters & Cadillac Blood gick rätt upp på en första plats på listorna i Danmark. Poulsen gjorde även en låt med Pernille Rosendahls band The Storm, låten heter B.S.E. och finns med på albumet Black Luck från 2009.
Den 29 november 2009 kollapsade Poulsen under en konsert i den holländska staden Tilburg och fick köras till sjukhus.
Läkare diagnostiserade honom med influensaliknande symptom och han fick vila i ett par dagar efter händelsen.
Men den 24 februari 2010 kom Volbeat tillbaka till Tilburg och fullföljde spelningen.
27 mars 2010 gifte sig Michael Poulsen med Claudia Lina Schøn och bär nu dubbelnamnet Schøn Poulsen.

## Utmärkelser
2006 blev Poulsen nominerad till både "årets sångare" och "årets kompositör" på den årliga Steppeulven. Två år senare, var han nominerad i kategorin "bästa sångare" på Danish Music Awards. Han vann inte någon av gångerna, däremot vann Volbeat utmärkelsen som "årets hopp" under Steppeulven 2006.

## Diskografi

### Med Dominus
- 1994: View to the Dim
- 1996: The First Nine
- 1997: Vol.Beat
- 2000: Godfallos

### Med Volbeat
- 2005: The Strength / The Sound / The Songs
- 2007: Rock the Rebel / Metal the Devil
- 2008: Guitar Gangsters & Cadillac Blood
- 2010: Beyond Hell/Above Heaven
- 2013: Outlaw Gentlemen & Shady Ladies
- 2016: Seal the Deal & Let's Boogie
- 2019: Rewind, Replay, Rebound

### Instrument och effekt
- Gibson SG GT blå och vit Används Live och i studion med en tube-screamer
- Gibson SG GT Vit och svart används i "Sad Man's Tounge" videon
- Marshall JCM 800 uppmaxad